# Garrulaxe barré
Trochalopteron lineatum
Espèce
Statut de conservation UICN

 LC  : Préoccupation mineure
Le Garrulaxe barré (Trochalopteron lineatum) est une espèce de passereaux de la famille des Leiothrichidae.

## Répartition
Son aire s'étend depuis le sud-est de l'Ouzbékistan et le long de la frontière afghano-pakistanaise à travers l'ouest et le centre de l'Himalaya.